# Дайкокуя Кодаю
Дайкокуя Кодаю (яп. 大黒屋 光太夫 Дайкокуя Ко:даю:, 1751 год — 28 мая 1828 года) — купец, вместе с другими японцами унесённый в море на корабле «Синсё-мару» и после высадки на берег проведший около 10 лет в России.

## Попадание в Российскую империю
Его корабль «Синсё-мару» после семимесячного плавания в 1783 году достиг суши в районе Алеутских островов. Японцы высадились на острове Амчитка. За время пребывания в открытом море из семнадцати членов экипажа погиб один; ещё семеро скончались за четыре года своего проживания на Амчитке, а трое — в 1787—1788 годах на Камчатке. В 1788 году выжившие были переправлены в Охотск, оттуда — сначала в Якутск, а затем в Иркутск. Под предлогом возвращения потерпевших кораблекрушение на родину была организована миссия по установлению российско-японских отношений во главе с Адамом Лаксманом.
За время же пребывания в России Дайкокуя сдружился с путешественником Эриком Лаксманом, неоднократно встречался с Екатериной II и её окружением и помогал в составлении новых карт Японии.
Встретивший Кодаю на Камчатке французский путешественник Лессепс так его описывал:

«В его внешнем облике нет ничего странного, и наружность его даже приятна; глаза у него не раскосые, как у китайцев, нос прямой, ровный, и он часто бреет бороду. Ростом он около пяти футов и довольно хорошего телосложения.
Он занимает среди своих соотечественников высокое положение, но это обстоятельство в значительно меньшей мере характеризует его, чем живость его натуры и мягкость в обхождении… Непринуждённость, с какой он входит в дом губернатора и других особ, показалась бы у нас дерзкой или в крайнем случае грубой. Он тот час же располагается со всеми удобствами и садится на первый же предложенный стул. Он просит за столом, чего хочет, или сам берет то, что находится недалеко от него…
Он обладает большой понятливостью и с завидной быстротой воспринимает любую новость, которую вы хотите ему сообщить. Он очень любопытный и внимательный наблюдатель. Я был уверен, что он ведёт подробнейшую запись всего, что видит и что с ним произошло. Его ответы отличаются остроумием, он держит себя естественно и приветливо. Он не отличается ни малейшей скрытностью, напротив, высказывает с предельной откровенностью своё мнение о каждом…»

### XVIII века
- Кацурагава Х. Краткие вести о скитаниях в северных водах («Хокуса монряку»). Перевод с японского, комментарий и приложение В. М. Константинова / Отв. ред. В. Н. Горегляд. — М.: Наука, 1978. — (Памятники письменности Востока. XLI). — 3000 экз.
- Оросиякоку суймудан (Сны о России). Издание текста, перевод, вступительная статья и комментарии В. М. Константинова / Под редакцией академика  Н. И. Конрада. — М.: Наука, 1961. — (Памятники литературы народов Востока. Тексты. Малая серия. XI). — 1200 экз.

### XIX—XXI веков
Книги
- Кин Д. Японцы открывают Европу. 1720—1830. — М. : Наука, 1972. — 207 с. — 30 000 экз.
- Накамура С. Японцы и русские. Из истории контактов / Общая редакция д-ра ист. наук Б. Г. Сапожникова. — М. : Прогресс, 1983. — 304 с. — 50 000 экз.
- Файнберг Э. Я. Русско-японские отношения в 1697—1875 гг. — М. : Издательство восточной литературы, 1960. — 312 с. — 1500 экз.
- Черевко К. Е. Россия на рубежах Японии, Китая и США (2-я половина XVII — начало XXI века) : [арх. 8 июня 2015] / Отв. ред. О. А. Платонов. — М. : Институт русской цивилизации, 2010. — 688 с. — ISBN 978-5-902725-52-7.

Статьи
- Бондаренко И. П. Знал ли Дайкокуя Кодаю русский язык? (Лингвопрагматический анализ книги Кацурагавы Хосю «Хокуса бунряку» : [арх. 19 августа 2015] // Acta Slavica Iaponica. — 1994. — № 12. — С. 205—228.
- Файнберг Э. Я. Экспедиция Лаксмана в Японию (1792—1793) // Труды Московского института востоковедения. — 1947. — № 5.